# Zakon Naśladowania Chrystusa
Betanie, Zakon Naśladowania Chrystusa (łac. Congregatio de Imitatione Christi, ang. Order of Imitation of Christ, używany skrót: OIC) – katolickie męskie zgromadzenie obrządku syromalankarskiego, złożone z kapłanów i braci zakonnych.
Nazwa zakonu wzięła się od tytułu książki Tomasza à Kempis O naśladowaniu Chrystusa.

## Historia
Zgromadzenie założył w 1919 roku Geevarghse Ivanios Panickerveetil, jeszcze jako biskup Malankarskiego Kościoła Ortodoksyjnego (w 1930 roku konwertował na katolicyzm). Pragnieniem założyciela było, aby oprócz duchowej odnowy Kościoła Malankarskiego, zakonnicy głosili Ewangelię Jezusa Chrystusa w całych Indiach, dlatego zakon jest silnie zakorzeniony w tradycji indyjskiej. Od 1966 roku jest zgromadzeniem na prawie papieskim.